# 横浜みなとみらいホール
横浜みなとみらいホール（よこはまみなとみらいホール）は、神奈川県横浜市西区みなとみらいのクイーンズスクエア横浜内にある市営のホール。1998年（平成10年）5月31日開館。
改修工事のため2021年（令和3年）1月から約1年10か月間休館したのち、2022年（令和4年）10月にリニューアル再開館した（詳細は後節）。

## 施設

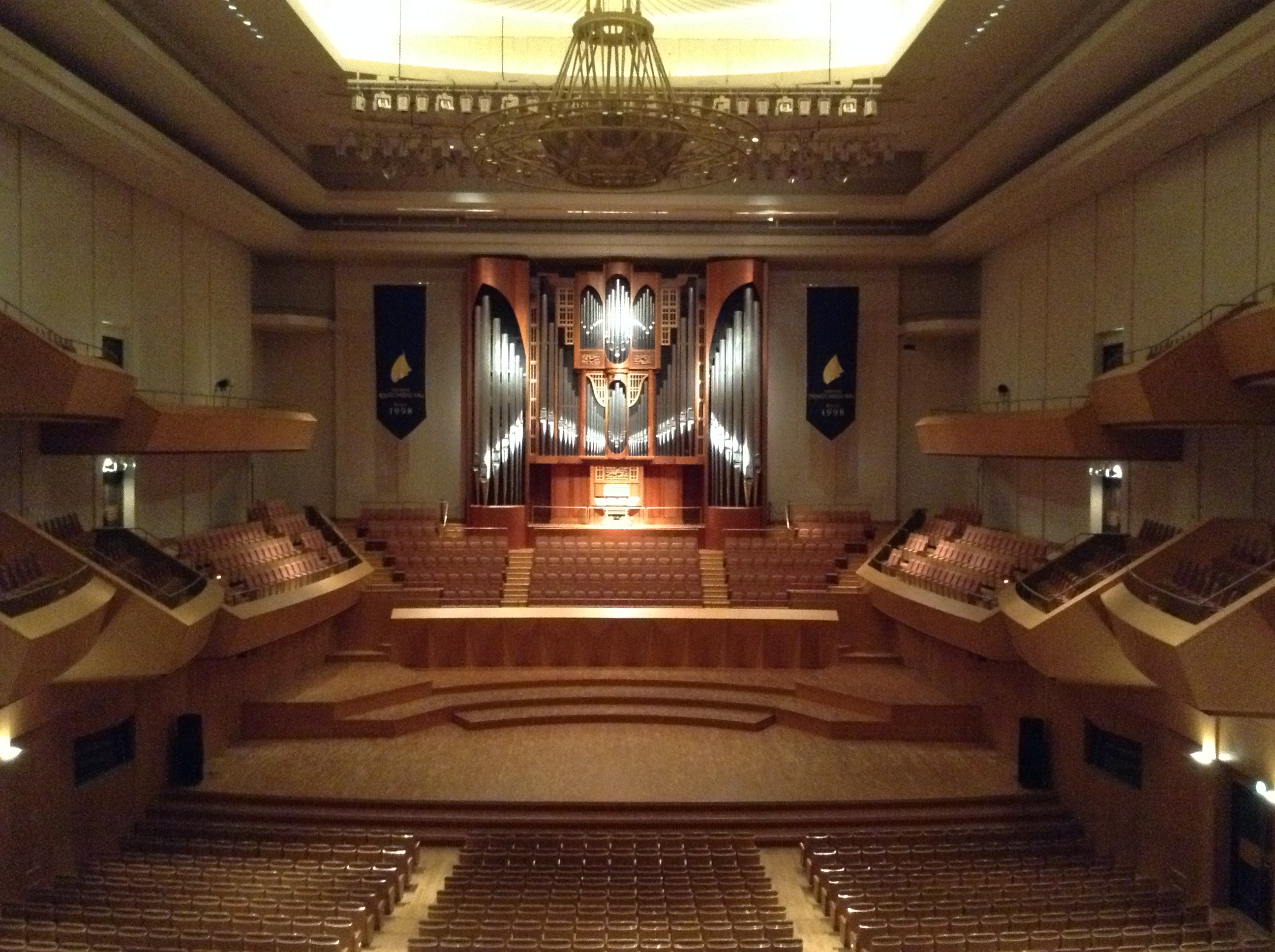
横浜みなとみらいホール 大ホール正面

運営
- 館長 - 新井鷗子[5] （2020年4月1日- ）
（ 池辺晋一郎 （2007年4月1日-2020年3月31日））
- 運営団体 - 横浜市
- 指定管理者 - 公益財団法人横浜市芸術文化振興財団・東急コミュニティー・東急エージェンシー・東京舞台照明共同事業体[1]

大ホール
- 収容人数 - 2020席[6]
- ステージ後方にパイプオルガンを持つシューボックス型をベースに、ステージが見やすいアリーナ型の客席配置を取り入れた「囲み型シューボックス形式」となっている。
- パイプオルガン - ルーシーという愛称を持つ。アメリカのフィスク社（ドイツ語版）製。ストップ数62、パイプ本数4623本[7]。

小ホール
- 収容人数 - 440席

ピアノ
- コンサートグランドピアノは7台ある。スタインウェイ5台、ヤマハ1台、ベーゼンドルファー1台。

移動式オルガンの「スージー」がある。木製で足踏みをして空気を送る仕組み。
レセプションルーム
- コンサート前後のレセプションや記者会見などに使われる。簡単な照明や音響設備とパントリーが整っており、唯一飲食ができるスペースのため、ケータリングのパーティなども行われる。176 m2（立食で約100名収容可能）。

エントランスロビー
- 壁画は田村能里子作「季の風奏」。スロープには、車椅子の方のための目線に合わせた壁画がある。「季の風奏」は、1998年の横浜みなとみらいホール落成を記念して、田村より横浜市に寄贈された作品。

アーティストラウンジ
- 出番を待つアーティストたちがくつろぐ場。簡単なケータリングもできる設備が整っている。 荷物を置き場にはクッション性があるシートが引かれ、楽器が置きやすいようになっている。

ホワイエ
- 1F、2F、3F、6Fにある。ロビーのことだが、ロビーにはくつろぐという意味がないため、横浜みなとみらいホールはホワイエという呼び方をしている。ホワイエにあるバーラウンジは、ベイホテルの商品を提供（2014年1月現在）。

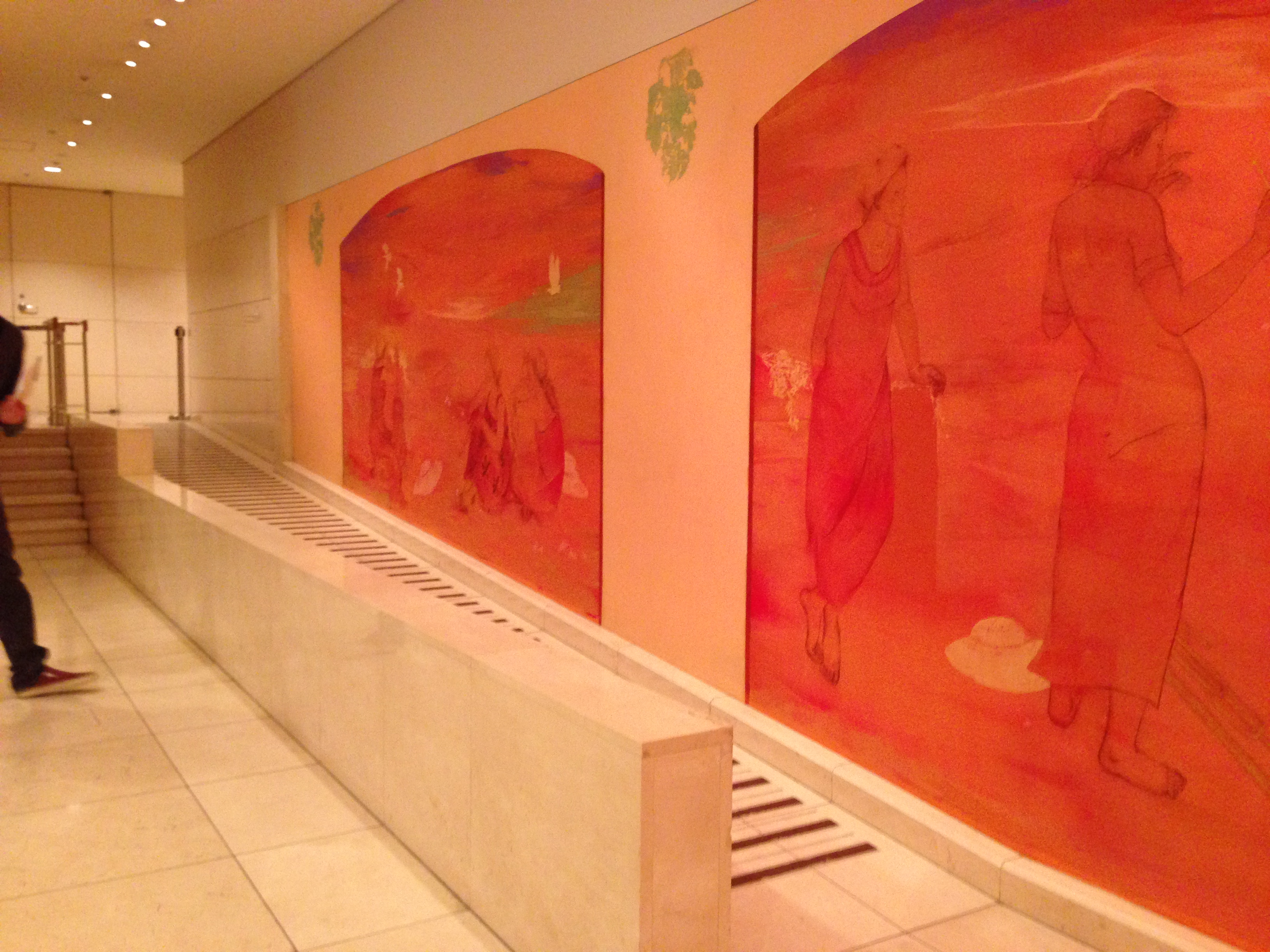
横浜みなとみらいホール ホワイエの壁画

- クイーンモールよりのホワイエには田村能里子の筆による壁画「季の風奏」が描かれている。車椅子用のスロープ付近では、スロープに沿って車椅子の目線で見えるように描かれている。

楽屋
- 楽屋1「指揮者」、楽屋2「ソリスト」と部屋が決まっている。楽屋には、指揮者とソリストの楽屋には、ピアノとシャワーが備わっており、ソリストの部屋にはグランドピアノが置いてある。大ホール専用に12室備えている。大楽屋は地下1Fにある。

銅鑼
- 1Fから2Fに上がる途中にある銅鑼は、大型帆船「日本丸」で実際に使われていた銅鑼。公演の度に開演前の合図として使われていた。1998年5月31日の横浜みなとみらいホール開館記念式典で初めて鳴った。現在は録音による。この素材にふさわしい音楽パターンの制作を横浜出身の打楽器奏者、吉原すみれに依頼。

横浜浮世絵
- 大ホールの横にある2枚の横浜浮世絵。海外からのアーティストの目を楽しませるだけでなく、徳川末期に日本で最も早く外国に門戸を開いた文化がある街、横浜のことをよりよく知ってもらうものとして飾られている。

屋上庭園
- 6Fホワイエからはウッドデッキの屋上庭園に自由にでることができる。屋上コンサートも行われ、喫煙スペースもある。

## コンサート
横浜開港祭支援の吹奏楽イベント「横浜開港祭 ザ ブラス クルーズ」、オルガン1ドルコンサート、昼どきクラシックなど、主催公演・貸館による演奏会が多く行われている。
また、神奈川フィルハーモニー管弦楽団の定期公演、日本フィルハーモニー交響楽団および読売日本交響楽団の横浜定期公演の会場となっているほか、横浜市近隣の学校や市民団体の定期演奏会の会場としても使用される。テレビ朝日のクラシック音楽番組『題名のない音楽会』の収録にも使われている。
2017年3月20日、BS民放5局 で同時放送された音楽特番『BS民放5局共同特別番組 ハレブタイ!ゆずとハタチでつくる“ありがとうコンサート”』の収録会場として使用された。

## 交通
- 横浜高速鉄道みなとみらい線 みなとみらい駅下車 徒歩3分。
- JR根岸線・横浜市営地下鉄ブルーライン 桜木町駅下車 徒歩12分。

## 改修工事と再開館時のトラブル
2018年（平成30年）1月31日、当初2020年の開催が予定されていた東京オリンピック・パラリンピックの閉幕後から約1年6か月間程度の改修工事を実施、期間内は全館休館することが発表された。その後、2021年（令和3年）1月から2022年（令和4年）10月まで約1年10か月間、改修工事のため全館休館することが改めて正式発表された。この改修で天井の耐震化や施設の長寿命化、バリアフリー対応工事などが施されている。
なお、改修工事期間中の仮事務所（移転先）として、みなとみらい地区48街区の「プロット48」(PLOT 48) を使用していた。
当初は2022年（令和4年）10月21日のリニューアルオープンを予定していたが、直前の同月17日にスプリンクラーの誤作動が発生したことにより、リニューアルオープン式典および内覧会が中止となった。その後、トラブルの原因となった照明室を当面使用中止するなどの対策で安全を確保できる見通しとなったことから、同月29日の神奈川フィルハーモニー管弦楽団のこけら落とし公演から改修後のホールの利用が開始された。
一方、利用開始後も改修工事で設置した落下防止用の金網により視界が遮られ見えづらいという苦情が殺到したため、同年11月5日までにバルコニー席（2階・3階席の両サイド）の金網を撤去する処置が実施された。
2022年10月のスプリンクラー作動による水損事故については、2024年9月に復旧費用約2600万円のうち市が2割、監理業者と施工業者がそれぞれ4割を負担する和解案がまとまった。